# Каза Карлони (Фиренца)
Каза Карлони је насеље у Италији у округу Фиренца, региону Тоскана.
Према процени из 2011. у насељу је живело 99 становника. Насеље се налази на надморској висини од 334 м.